# アーマード・コア3
『アーマード・コア3』（ARMORED CORE3）は、フロム・ソフトウェアから発売されたPlayStation 2用ロボットアクションゲーム。アーマード・コアシリーズの6作目であり、前作『アナザーエイジ』とは異なる世界での物語が展開される。
後に2009年7月30日に、様々な追加要素を加えた『アーマード・コア3 ポータブル』が発売された。

## 特徴
本作では左腕用の銃器が初登場し、以後のシリーズにおいて作品を経るごとにブレードに取って代わる存在となっていく。また、コアの新機能として自律兵器を射出するイクシードオービット(EO)が本作より初登場した。
また、特定のミッションでのみ、僚機を伴っての出撃や連続ミッションの受諾が可能となった。
映像面においてもグラフィックエンジンの進化により、『アナザーエイジ』よりも画質が改善されている。

## ゲームシステム
前々作『AC2』と同様にミッションとアリーナの構成となっている。本作では上位ランクのアリーナ対戦では評価システムの条件を満たす必要がある。
データコンバート
舞台となる世界が一新されたことにより、『AC2』、『AA』からのセーブデータのロードに対応しているのはエンブレムのみとなった。
コアの仕様変更
自律兵器を射出するイクシードオービットはミラージュ製のコアに搭載。本作でのEOはエネルギー武器のみとなっており、使用時に弾薬とブーストゲージを消費する。弾薬については、一定時間が経つと回復するようになっている。一方、クレスト製のコアにはオーバードブースト(OB)が搭載されており、EOは使用できない。
武装解除(パージ)
戦闘中に任意で武器を解除する事が可能となった。しかし、武装切り離し及び再装着のための操作方法が特定操作キーの同時押しであり、それを変更出来ないため、これまで独自のキーアサインを発展させてきていたプレイヤー層の一部を切り捨てた結果にもなっている。
PSP版では、キーアサインの設定によって操作キーが決まるしくみに変更されたことで、PS2版での問題は緩和されているが、ボタン数に起因する操作性のレスポンスの悪さから、キーアサインによってはパージできないデメリットも生んでいる。
ドルビー・プロロジックIIの追加
本作以降の作品では、音声出力にドルビー・プロロジックIIが追加されている。PS2用ソフトとしては世界初の試みである。
本ソフトでは音声出力にステレオとドルビー・プロロジックIIが用意されており、いずれも2chリニアPCM出力となっている。音声出力に「ドルビー・プロロジックII」を選択した場合は、PS2本体とドルビー・プロロジックII対応のサラウンドシステムやAVアンプとを光デジタルケーブルで接続し、アンプ側のサウンド設定にて「ドルビー・プロロジックII」を選択する必要がある。
ドルビー・プロロジックII非対応のサラウンドシステムやAVアンプと光デジタルケーブルで接続する場合は、従来のドルビー・プロロジックでの再生となり、この場合は本ソフトで音声出力に「ドルビー・プロロジックII」を選択し、アンプ側のサウンド設定にて「ドルビー・プロロジック」を選択する必要がある。
尚、アンプ側にてDTSのNeo:6やNeural:Xを選択した場合等のケースでは、ステレオ2chを擬似的に5.1chや7.1ch、5.1.2chにアップミックスする程度となり、互換性や再現性については前者に劣るが、この場合は本ソフトで音声出力に「ステレオ」を選択する必要がある。
評価システム
ミッションクリア時にプレイ内容がS〜Eまでのランクによって評価されるようになった。敵の撃破数、収支、チャージ回数、命中率、残りAP、クリア時間を各10点満点で評価し、その合計ポイントで決まるしくみになっている。また、ミッションでのランクを総合ランクのポイントに換算し、こちらもS〜Eまでのランクによって評価されるシステムになっており、これはアリーナ出場条件にも関わっている。なお、本作では、以降の作品にみられるSランクが隠しパーツの取得条件のミッションが非常に少なく、メリットは少ない。
僚機システム
僚機出撃が可能なミッションが存在する。但し、僚機の出兵費用は出費に含まれ、評価システムにも影響する。
パーツの仕様変更と追加された装備
4脚型脚部
これまでのホバー走行から二脚や逆関節に近い形に変更された。
インサイド
搭載位置がコアから肩部へ変更され、さらに正面に射出するようになったことで、小型ロケットランチャー等のパーツが追加された。
左腕銃
左腕用に射撃武器が追加されている。本作では投擲銃のみ。
右腕用ブレード
これまでのレーザーブレードとは異なる「射突型ブレード」が追加された。
4人対戦
本作より追加された。最低でもソフト2本、PS2本体とテレビが2台ずつあれば、i.LINK接続による4人対戦が可能となった。これにより、各種大会で参加人数が多い大会などでは、予選でのふるい落としに用いられることが可能となっただけでなく、参加者も2人対戦にはない新たな戦略・戦術を練る必要性がある。尚、モデムでの4人対戦は不可。
PSP版の変更点
ACFFに準規したメニュー画面に刷新されている。アドホック通信によって対戦が容易となった他、画面が16:9のワイド画面となった。また、過去作品からのパーツの復刻、アリーナにマーウォルスが追加された。ディスク容量の関係でCPUとの対戦モードは削除されている。
その他
今作以前では本編クリア後の特典おまけであった『基準違反機体』での出撃が、『装備不完全』を除く異常状態でも出撃可能になった。これにより、重量過多の状態で出撃後、弾切れの装備を捨てて機動性の強化を図るなど、戦術の拡大が為された。
特徴的なOPの声は女性のものではなく、シリーズを通してBGMを担当する星野康太の声を加工したものである。

## ストーリー
人類は、地球全体に及ぶ災害「大破壊」によって荒廃した地上から地下へと移住していた。そして地下世界の秩序を維持するために管理者と呼ばれる巨大な人工知能を作り出して管理を任せ、数百年が経過した。
人類が居住する地下都市レイヤードは、自然が再現され一般人が住まう第一層、全域の自然の環境制御区の第二層、産業区と貧困層が住まう廃棄された都市区がある第三層、全域を支えるエネルギー生成区がある第四層、そしてそれら全てを支配する管理者の本体がある中枢部に分かれている。数百年の時間の経過により、管理者が存在する中枢部の場所は既に忘れ去られていた。
この世界では政府の代わりに企業が力を持ち、管理者からの支配を逃れようと目論むミラージュ、逆に管理者による秩序を望むクレスト、管理者に関心を持たないキサラギの三社が絶えず争いを続けていたが、その争い自体も管理者によって計画された事象だった。
ほぼ全ての事象が管理されている地下世界で、唯一管理者が完全には管理できない存在が人型兵器アーマード・コアを駆る傭兵・レイヴン達である。そして、たった一人のレイヴンによって、後に地下世界の秩序は大きく変わることになる。

## 登場キャラクター
本項では、主にミッションに登場するキャラクターを記述する。
レイン・マイヤーズ
声 - 浅川悠
本作において主人公のパートナーとしてオペレーターを務める女性。常に冷静なナビを送り主人公をサポートするが、たびたび送られてくるメールでは彼女の世界に対する考え方や疑問が垣間見える。
アップルボーイ
主人公とともにレイヴン試験を受験したレイヴン。中量2脚ACエスペランザを駆る。シリーズ通しても珍しい、敬語で喋る好青年である。序盤においては未熟さが目立ち、機体構成も初期装備とほとんど変わらないが、中盤以降成長を果たし機体を強化する。終盤においては上位ランカーレイヴンにも匹敵する能力を持つ。
エース
本作のトップランカーである。自身が理想とする何かを求めて戦いに参加しており、対戦前後に丁寧な挨拶メールを送ってくる非常に紳士的なランカーである。シリーズを通しても珍しい、スナイパーライフルを装備した中量2脚ACアルカディアを駆る。動きが素早く、主に空中戦を得意としている。チェインガンとグレネードキャノンを非常に良く使い分ける。
AC名は理想郷という意味。
管理者（DOVE）
文字通り、地下世界レイヤードを管理するAI。都市をはじめ、あらゆる地域の機能を司り、こと地下都市においては万能に近い力を持つ。全世界を網羅する巨大ネットワークを掌握しており、あらゆる日常は何らかの形で管理者に依存している。あまりに生活に溶け込み融合しているため、一般的な市民が平素その存在を意識することは稀である。作中、何も異常のないエリアを危険区画として立ち入り禁止エリアに指定する、実働部隊と呼ばれるACを用いて各地を荒らし回るなど、一見理解しがたい異常な行動を取るようになり……。
サーティ
ARMORED CORE BRAVE NEW WORLDからのゲストランカー。ポータブル版のみ登場。搭乗機体は相変わらず「マーウォルス」であるが、小説と武装が全く異なる(ただし、ブレードは変わらない)。彼に勝つとマーウォルスの頭部が入手できる。ちなみに、マーウォルスとはローマ神話に登場する、戦と農耕の神、マールス。

## 登場組織
声は依頼文で再生されるメッセージのもの。
ミラージュ
声 - 成田剣
地下世界レイヤードにおいて頂点に君臨する企業。管理者の支配からの脱却を目指し、地下世界の支配を目論んでいるが、管理者の絶対的な力を恐れ、表立った行動は出来ていない状況にある。ACパーツは『2』シリーズにおけるジオ・マトリクスのそれを踏襲しており、最新の技術を惜しみなく投入した高性能かつピーキーなものがそろっている。また、本作においてEO搭載タイプのコアはミラージュ製のみである。
クレスト・インダストリアル
声 - 榊原良子
地下世界第二位の企業。ミラージュとは逆に管理者を肯定し、現状の維持とその中での発展を旨としており、ミラージュとは敵対関係にある。ACパーツは、『2』のエムロードの方向性を踏襲しているため、信頼性と生存性重視で直線主体のものが中心となっている。また、OBタイプのコアをリリースしている。
キサラギ
声 - 中田譲治
ミラージュ、クレストに次ぐ第三の企業。どちらの企業の考えにも明確な態度を示さず、ひたすらに自社勢力の拡大に努める。ACのフレームパーツの製造には至っていないものの、ジェネレーターやFCS等の内装機器に関しては一定のシェアを持ち、射突型ブレード等をはじめとした他社の製品とはまったく違う発想から造られたパーツも多い。2のバレーナと同じタイプの企業という事もできる。また、生化学工業の分野では他社よりも優位に立っており、生物兵器の開発にも着手している。
ユニオン
管理者の支配体制に疑問を持つ、知識者層の急進派組織。管理者の暴走による地下世界の危機を主張し、新たなる支配体制の確立を謳う。主張を同じくするミラージュの支援を受けて活動している。
グローバルコーテックス
『AC3』シリーズにおいて傭兵の仲介・斡旋、アリーナの興行を手がける企業。地下世界においては唯一、管理者の干渉を受けないレイヴンを統括する存在であるが故に、その行動を危険視されることも多い。単にコーテックスと呼ばれることもある。